# Mohand Akli Haddadou
Pour les articles homonymes, voir Mohand.
 (octobre 2013).
Si vous disposez d'ouvrages ou d'articles de référence ou si vous connaissez des sites web de qualité traitant du thème abordé ici, merci de compléter l'article en donnant les références utiles à sa vérifiabilité et en les liant à la section « Notes et références ».
Œuvres principales
- Guide de la culture et de la langue berbères
- Les berbères célèbres
- Glossaire des termes employés dans la toponymie algérienne
- Dictionnaire toponymique et historique de l'Algérie

Mohand Akli Haddadou (en kabyle : Muḥend Akli Ḥeddadu), né le 24 novembre 1954 à Chemini (Algérie) dans la tribu des Aït Waghlis et mort le 19 novembre 2018 est un linguiste et écrivain algérien. 
Il mène pendant plusieurs années des recherches sur la linguistique berbère et l’histoire des civilisations. Avec une vingtaine de livres publiés, il est l'un des auteurs algériens les plus prolifiques.

## Bibliographie

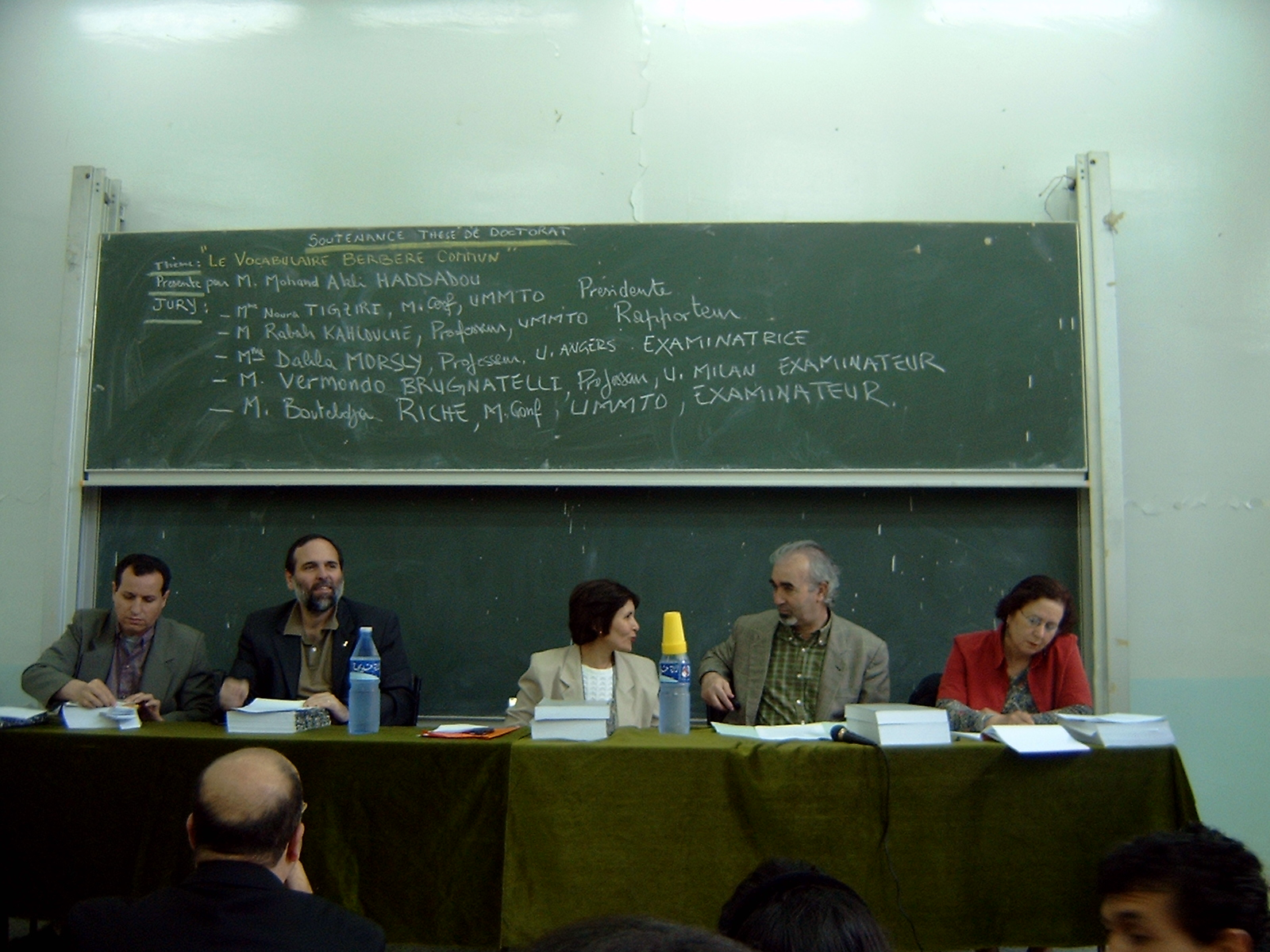
Soutenance de thèse en linguistique berbère en 2003.

## Publications
- Le Rêve et son interprétation dans l’islam, Alger, ENAL, 1991, 201 p.
- Guide de la culture et de la langue berbères, Alger, ENAL, 1994, 323 p.
- Guide de la culture berbère, Paris-Méditerranée, 2000, 315 p. (ISBN 9782842720735)
- Almanach berbère, Alger, Berti/Inna-Yas, 2002, 375 p. (ISBN 9789961762059)
- Les Berbères célèbres, Alger, Éditions Berti, 2003, 227 p.
- Recueil des prénoms berbères, HCA, 2004
- Dictionnaire des racines berbères communes, HCA, 2006, 309 p. (ISBN 9789961789988)
- L'Apport des Berbères à la civilisation universelle, Alger, INAS, 2002
- Le Coran et les grandes énigmes de l’univers : Les récits coraniques confirmés par l’histoire‚ l’archéologie et la science, 2003 (ISBN 9947002357)
- Dictionnaire de l'interprétation des rêves selon l'Islam, Casbah Editions, 2011, 381 p. (ISBN 9789961643358)
- Glossaire des termes employés dans la toponymie algérienne, ENAG Éditions, 2011, 87 p. (ISBN 9789931000402)
- Dictionnaire toponymique et historique de l'Algérie, Éditions Achab, 2012, 636 p. (ISBN 9789947972250)
- Dictionnaire de Tamazight, parlers de Kabylie, Kabyle-Français avec un index Français-Kabyle, BERTI Éditions, 2014, 1058 p.  (ISBN 9789961692578)
- Almanach du patrimoine musulman, DAR Tidikelt, Alger, 2016, 393 p.  (ISBN 9789931379249)
- Dictionnaire des prénoms du Maghreb et du Sahara, L’Odyssée, Tizi Ouzouz, 2017, 374 p.  (ISBN 9789947835845)
- Tamazight Tatrat, Dictionnaire des mots nouveaux, Amazigh-Français-Arabe, Berti Editions, 2017, 704 p.  (ISBN 9789961693018)